# Kristijan Ugrina
Kristijan Ugrina (Zagreb, 21. kolovoza 1972.), hrvatski kazališni, televizijski i filmski glumac.

## Životopis
Diplomirao je na Akademiji dramskih umjetnosti u Zagrebu. Prije nego što je diplomirao, glumio je u Zagrebačkom kazalištu mladih (ZKM). Osim kazalištem, bavio se i filmom (Večernja zvona, Priča iz Hrvatske...) i televizijom (Cijeli jedan ljudski vijek, razne bajke i televizijske drame, voditelj emisija Informativka i Hladijator). Od 1997. godine stalni je član ansambla Zagrebačkog kazališta mladih.
Značajnije uloge ostvario je u sljedećim predstavama: "Grička vještica" i "Domagojada" s Histrionima; "Romanca o tri ljubavi", "Romeo i Julija", "Dekameron" s Lapsus Tetatrom, "Odysseia 2001" i "Novi Nosferatu" s KR Gustl; "Tri sestre", "Ujak Vanja", "Kraljevo", "Knjiga o džungli", "Zaštićena zona", "Ana Karenjina" u Zagrebačkom kazalištu mladih. Osim toga, dječjoj je publici najpoznatiji kao voditelj televizijskih emisija Hugo i Modul 8.

## Filmografija

### Televizijske uloge
- "San snova" kao nogometni trener Felš (2023.)
- "Mrkomir Prvi" kao fra Franjo (2023.)
- "Na granici" kao Jozo Dizeldorf (mesar Buco) (2019.)
- "Tito" (2010.)
- "Mamutica" kao Mate Dugopoljac (2008. – 2010.)
- "Bitange i princeze" kao Miljuš (2009.)
- "Zakon!" kao Borko (2009.)
- "Jura Hura" kao Mika Pajs (2009.)
- "Tužni bogataš" kao Luka Katić (2008.)
- "Dobre namjere" kao Vjeran Deverić (2007. – 2008.)
- "Operacija Kajman" kao švercer (2007.)
- "Obični ljudi" kao Paolo (2007.)
- "Odmori se, zaslužio si" kao Nikola/Čip (2005.;2007.)
- "Naša mala klinika" kao redatelj (2007.)
- "Balkan Inc." kao Borac (2006.)
- "Nora Fora" kao T-Ray (2005.)
- "Večernja zvona" kao Tomislav K. (1988.)

### Filmske uloge
- "Šegrt Hlapić" kao seljak nadničar #1 (2013.)
- "Inspektor Martin i banda puževa kao Egon (2012.)
- "Zabranjeno smijanje" (2012.)
- "7 seX 7" kao Franjo (2011.)
- "Metastaze" kao Cic (2009.)
- "Posljednja volja" kao D.J. Bepo (2001.)
- "Nit života" kao Igla (2000.)
- "Crvena prašina" kao Škrga (1999.)
- "Rusko meso" (1997.)
- "Puška za uspavljivanje" kao Mirko (1997.)
- "Papa mora umrijeti" kao član Joeve bande (1991.)
- "Priča iz Hrvatske" kao Ivan (odrasli) (1991.)

### Voditeljske uloge
- "Modul 8" kao voditelj (1998. – 2002.)
- "Hugo" kao voditelj (1996. – 2004.)
- "Dizalica"

### Sinkronizacija
- "Nevjerojatna priča o divovskoj kruški" kao gradonačelnik JB i pradjed (2018.)
- "Kuća velikog mađioničara" kao Čiuvava (2013.)
- "Obitelj Robinson" kao žaba (2007.)
- "Yu-Gi-Oh!" kao Joey Wheeler
- "Super cure" kao Veliki Bili
- "Mala Sirena - Saban's adventures of the Little mermaid" kao Bobo, Chosy, Anselm

## Vanjske poveznice
- Kristijan Ugrina u internetskoj bazi filmova IMDb-u (engl.)
- Stranica na ZKM.hr